# Friedrich Zickerick

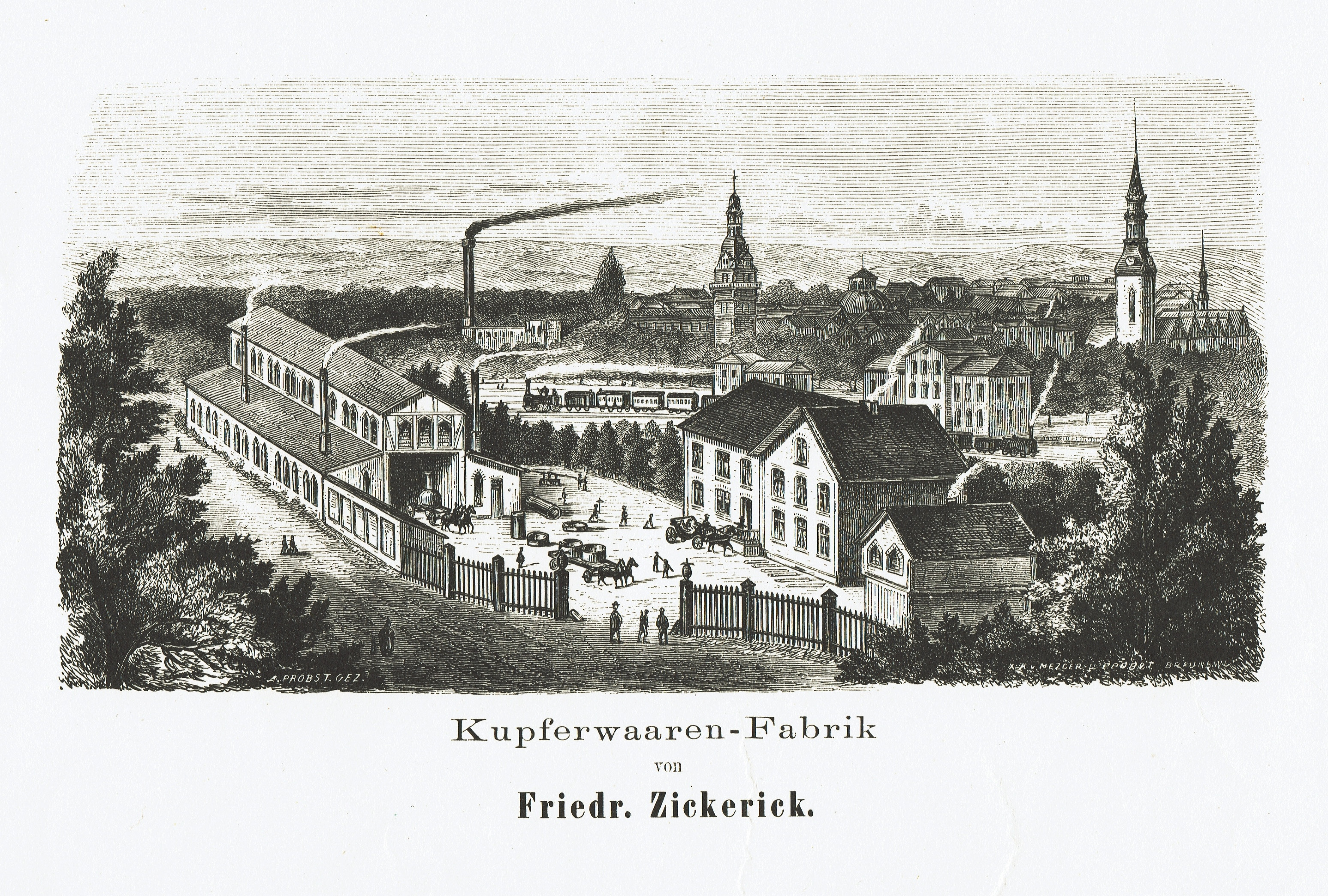

Friedrich Alexander Zickerick (* 6. September 1831 in Neudamm; † 25. Februar 1882 in Wolfenbüttel) war ein deutscher Kupferschmiedemeister und Fabrikant.

## Leben
Friedrich Zickerick wurde 1831 in Neudamm in der Neumark geboren. Er besaß in Dedeleben im heutigen Landkreis Harz eine kleine Werkstatt und siedelte 1861 nach Wolfenbüttel über. Hier gründete er einen bescheidenen Betrieb als Kupferschmied. Er versuchte eine Konzession zur fabrikmäßigen Herstellung kupferner Waren und Aggregate zu erhalten, was ihm nach einigen Schwierigkeiten 1863 gelang. Er richtete seine Produktion nach dem Bedarf der aufblühenden Zuckerindustrie des Umlandes aus. Das Unternehmen entwickelte sich schnell zu einem der bedeutendsten Industriebetriebe in Wolfenbüttel mit Aufträgen aus Russland und Amerika. 1874 wurde Friedrich Zickerick Mitglied des Vereins Deutscher Ingenieure (VDI).
Zickerick starb im Februar 1882 im Alter von 50 Jahren in Wolfenbüttel. Seine hinterlassene Metallwarenfabrik Friedrich Zickerick ging 1908 in Konkurs. Das direkt an der Eisenbahnstrecke Braunschweig – Wolfenbüttel gelegene Fabrikgelände erfuhr zahlreiche Nachnutzungen, über die Konservenfabrik O. Keune, einen Edeka-Markt, das Schering-Werk bis zum heutigen Baumarkt (Stand 2020). In Wolfenbüttel wurde die Zickerickstraße nach ihm benannt.